# Paraliochthonius quirosi
Espèce
Paraliochthonius quirosi est une espèce de pseudoscorpions de la famille des Chthoniidae.

## Distribution
Cette espèce est endémique du département de Córdoba en Colombie. Elle se rencontre vers San Antero.

## Description
Le mâle holotype mesure 1,13 mm et les femelles de 1,14 à 1,15 mm.

## Étymologie
Cette espèce est nommée en l'honneur de Jorge Alexander Quirós Rodríguez.

## Publication originale
- Bedoya-Roqueme, 2015 : A new species of Paraliochthonius (Pseudoscorpiones: Chthoniidae: Tyrannochthoniini) from Colombia. Revista Iberica de Aracnologia, vol. 26, p. 49-54.